# Stenomacrus holmgreni
Stenomacrus holmgreni là một loài tò vò trong họ Ichneumonidae.